# 黃愷怡
黃愷怡（英語：Jasmin Wong Hoi Yi，1989年10月31日—），香港女主持、演員及司儀，曾為無綫電視基本藝人合約藝員，現為自由身藝人。

## 背景
黃愷怡曾就讀庇理羅士女子中學，2008年修讀香港中文大學新聞及傳播系學士課程，因喜歡法國文化，所以在校時亦曾選修法語課程；2012年取得學位後於同年9月參加無綫網絡電視所舉辦的「不得了人才招募」活動而涉足演藝圈，成為旗下基本藝人合約藝員。入行初期她獲安排在無綫收費電視當主持，以及任職無綫娛樂新聞台粵語主播，2015年1月12日起與林希靈、黃碧蓮和余德丞，一同主持無綫兒童節目《Think Big 天地》、《Think Big 大明星》和《Think Big 遊學團》，遂漸為人所認識。2017年6月退出節目後，她繼續擔任《TVB娛樂新聞報道》粵語主播至2018年，也開始從事活動司儀工作。
2019年4月，黃愷怡加入成為《東張西望》外景主持之一，同年5月初在母校採訪內地遊客到「天人合一亭」打卡（爭相拍照）的情況，因以暗諷方式與一位說話夾雜英普口音的內地男遊客交流，而獲網民讚賞。另外，她曾坦言自己在大學期間不時演出話劇，並對演戲抱有濃厚興趣，故此會參演電視劇和視舞台劇為入行最終目標。2020年4月，她因應新冠肺炎疫情與另一無綫娛樂新聞台主播周佩婷拍攝健身教學短片。
2021年12月31日，黃愷怡在社交網站宣佈離開無綫電視，又計劃與同日離巢的林希靈一起經營 YouTube 頻道。

## 感情生活
黃愷怡於2012年開始與任職飛機師的男朋友 Billy Chau 拍拖，兩人在香港中文大學唸書時認識；2019年12月12日先在K11 ARTUS 寓館舉辦中式婚宴，再於同月14日在跑馬地聖瑪加利大堂舉行西式婚禮。
2025年8月4日，黃愷怡在社交網站宣佈懷孕。

## 演出作品

### 電視劇
| 首播     | 劇名              | 角色               | 備註         |
| 無綫電視 |                   |                    |              |
| 2016年   | 幕後玩家          | 乘 客              | 第34集       |
| 2017年   | 全職沒女          | 婚宴司儀           | 第1集        |
| 2017年   | 愛·回家之開心速遞 | 女徒弟             | 第165、174集 |
| 2018年   | 愛·回家之開心速遞 | Hilary             | 第277集      |
| 2018年   | 愛·回家之開心速遞 | 秘 書              | 第447集      |
| 2018年   | 果欄中的江湖大嫂  | 姐仔乙             | 第9、10集    |
| 2018年   | 棟仁的時光        | 便衣警員           | 第3、17集    |
| 2018年   | 特技人            | 黃老師             | 第3、20集    |
| 2018年   | 是咁的，法官閣下  | 關小姐             | 第15、16集   |
| 2019年   | 白色強人          | 曹洋助理           | 第15、16集   |
| 2020年   | 過街英雄          | 主 播              | 第18、19集   |
| 2022年   | 金宵大廈2         | 《香港每件事》主持 | 第4集        |
| 2022年   | 白色強人II        | 急症室護士         |              |

### 主持節目
| 首播              | 節目名                                | 備註 |
| 無綫電視          |                                       | |
| 2013 - 2018年     | TVB娛樂新聞報道                       | 粵語主播 |
| 2014年            | 猩猩補習班                            | 與農夫、林希靈、葉冬晨、林秀怡、林溥來、張寶兒、單文柔及駱胤鳴一同主持                                                   |
| 2015 - 2017年     | Think Big 天地                        | 與單文柔、鍾晴、鍾君揚、馬俊傑、林希靈、黃碧蓮、余德丞、李雯希及阮浩棕一同主持；「魔幻仙境」角色為仙子兼為「聰明貓」配音 |
| 2015年            | Think Big 大明星                      | 與林希靈、黃碧蓮、余德丞、李雯希及阮浩棕一同主持                                                                         |
| 2015 - 2017年     | Think Big 遊學團                      | 與鍾君揚、馬俊傑、林希靈、黃碧蓮、余德丞、李雯希及阮浩棕一同主持                                                         |
| 2017年            | 一周八爪娛                            | 與林希靈、駱胤鳴及鄭衍峰一同主持                                                                                         |
| 2018年            | 深夜美食團                            | 與崔建邦、張致恆、張秀文、林希靈、及譚永浩一同主持                                                                       |
| 2019 - 2021年     | 東張西望                              | 4月28日加入外景主持 |
| 2019年            | 9個紀錄的誕生2019 TVB大專紀實短片比賽 | 與譚永浩一同主持 |
| 2020年            | 行行惜環境                            | 與黃庭鋒一同主持 |
| 2021年            | 行行惜環境                            | 與余德丞一同主持 |
| 香港開電視→HOY TV |                                       | |
| 2022年            | 全城抗疫講呢啲                        | 與林希靈及李臻一同主持                                                                                                   |
| 2022年            | 一線搜查                              | 與林希靈、宋熙年、丘靜雯、梁皓恩、簡采恩及林靜莉一同主持                                                                 |
| 2022年            | 心比火熱                              | 與梁諾妍一同主持 |
| 2023年            | 開飯啦                                | |
| 港台電視31        |                                       | |
| 2022年            | 老中青當自強                          | 與尹光、鄧兆尊、郭漢柱及張嘉欣一同主持                                                                                   |

### 綜藝節目
| 首播       | 節目名                      | 備註                    |
| 無綫電視   |                             |                         |
| 2016年     | 萬千星輝睇多D               | 固定演出嘉賓            |
| 2016年     | 萬千星輝放暑假              | 固定演出嘉賓            |
| 2016年     | 香港先生選舉                | 固定嘉賓                |
| 2016年     | 2016年度香港小姐競選        | 固定嘉賓                |
| 2017年     | 群星拱照Big Big Channel     | 固定嘉賓                |
| 2017年     | 嶺南大學博雅教育新體驗      | 固定演出（飾演 Jasmin） |
| 2018年     | big big channel大公司周年慶 | 固定嘉賓                |
| 香港開電視 |                             |                         |
| 2022年     | 疫境中的餐桌                | 演出                    |

### 廣告
| 年份   | 內容 |
| 2018年 | 領展房地產投資信託基金「泊食易手機應用程式 - 『領展商戶超級伙計 全民畀讚』」（與陳家樂、楊家寶及林希靈） |
| 2018年 | 新加坡大型財富管理辦公室「IPP × Patrick Sir 我的讀心攻略」（與林溥來及蓋世寶）                           |
| 2021年 | JNC Global「納米蒸氣熨斗 - 你嘅好幫手篇」（與丈夫 Billy Chau）                                           |
| 2021年 | JNC Global「納米消毒殺菌機 - JNC 殺菌機 細菌冇埞匿」（與丈夫 Billy Chau）                                |
| 2022年 | 蟲草大王「蟲草19 - 你嘅好幫手篇長新冠後遺症救星」（與林希靈）                                            |
| 2022年 | Dr. Kong Footcare Limited「《一線搜查》× Dr. Kong -【小朋友缺乏運動 隨時影響足部發育】」                 |

## 外部連結
- 黃愷怡 Jasmin Wong的Facebook專頁
- Jasmin Wong的Facebook專頁
- 黃愷怡的Instagram帳戶
- YouTube上的Jasmin _why頻道